# Lyon
Lyon (uradno francosko Ville de Lyon, frankoprovansalsko Liyon) je glavno mesto vzhodnoosrednje francoske regije Rona - Alpe, občina in prefektura departmaja Rhône. Po podatkih iz leta 2019 ima samo mesto več kot 520.000 prebivalcev, Metropola Lyon 1,4 milijona, s širšo okolico (somestje) pa kar 4,5 milijona, kar je za Parizom drugo največje metropolitansko območje v Franciji. 
V mestu je mednarodni sedež Interpola. Lyon slovi kot prestolnica francoske kuhinje.

## Geografija
Lyon leži v vzhodni Franciji v severnem delu doline reke Rone ob njenem sotočju z reko Saono, med Alpami na vzhodu in Centralnim masivom na zahodu.

## Administracija
Lyon je sedež štirinajstih kantonov (Kanton Lyon-I do Lyon-XIV).
Mesto je prav tako sedež okrožja, v katero so poleg njegovih vključeni še kantoni l'Arbresle, Bron, Caluire-et-Cuire, Condrieu, Décines-Charpieu, Écully, Givors, Irigny, Limonest, Meyzieu, Mornant, Neuville-sur-Saône, Oullins, Rillieux-la-Pape, Sainte-Foy-lès-Lyon, Saint-Fons, Saint-Genis-Laval, Saint-Laurent-de-Chamousset, Saint-Priest, Saint-Symphorien-d'Ozon, Saint-Symphorien-sur-Coise, Tassin-la-Demi-Lune, Vaugneray, Vaulx-en-Velin, Vénissieux-Jug/Sever in Villeurbanne-Center/Jug/Sever s skupno 1.406.043 prebivalci.

## Zgodovina
Lyon je bil ustanovljen kot rimska Colonia Copia Claudia Augusta Lugdunum leta 43 pr. n. št. pod Julijem Cezarjem na ozemlju galske naselbine, imenovane Lug[o]dunon. Zaradi svoje geografske lege je kmalu postal glavno mesto rimske Galije Lugdunensis, stičišče glavnih rimskih cest v Galiji, ob sotočju dveh plovnih rek, Rone in Saone. V njem sta bila med drugim rojena dva rimska cesarja, Klavdij (10 pr. n. št.) in Karakala (186).
Krščanstvo je v te kraje prišlo že zelo zgodaj. Veliki krščanski škof Lugdunuma v 2. stoletju, Irenej Lyonski, doma iz Smirne (umrl okoli 202), je nasledil njegovega predhodnika, svetega Potina (Pothinusa).
Pod Flavijem Aetijem  so v mestu dobili pribežališče burgundski begunci iz Wormsa, ki so ga 437 porušili Huni. Leta 461 je Lugdunum postal glavno mesto novega Burgundskega kraljestva.
Mesto so v 6. stoletju zavzeli Franki, v naslednjem stoletju pa so ga opustošili Saraceni. Ponovno se je postavil na noge pod Karlom Velikim. V letu 843 je skupaj z njegovo okolico za Saono (Srednja Frankovska) z Verdunskim mirom pripadel Lotarju I., in kasneje postal del Arelatskega kraljestva. 
Lyon je po daljšem obdobju bojev za oblast med grofi Lyonnaisa in nadškofi; le-ti so leta 1078 za časa papeža Gregorja VII. pridobili naslov Primat des Gaules; v 13. stoletju dosegel mestne pravice. Leta 1312 je Lyon prišel pod neposredno oblast francoskih kraljev (v času Filipa IV. in postal komuna.
Med verskimi vojnami v 16. stoletju med katoliki in protestanti se je leta 1572 v mestu ponovila šentjernejska noč, val nasilja proti hugenotom, ki se je začel 24. avgusta istega leta v Parizu in kasneje zajel tudi francosko podeželje.
V času francoske revolucije so maja 1793 kraljevi privrženci v mestu dvignili protirevolucionarno vstajo, katero pa je revolucionarna vojska kruto zadušila. Tedaj je bilo ime Lyona spremenjeno v Commune-Affranchie.
Lyonski delavci v proizvodnji svile, tedaj glavni industrijski panogi mesta, so zaradi težkega ekonomskega položaja uprizorili dve vstaji v letih 1831 in 1834. Med prvo vstajo je bila med drugim kot ena prvih uporabljena tudi črna zastava - simbol protesta.
Lyon je bil med drugo svetovno vojno središče nemških okupacijskih sil kot tudi močnega odporniškega gibanja. Skrivni prehodi skozi hiše, imenovani traboules, so omogočali odpornikom uiti gestapovskim racijam. Mesto so 26. maja 1944 bombardirala zavezniška letala, 3. septembra istega leta pa so ga osvobodile enote Prve svobodne francoske divizije in Francoskih notranjih sil.

## PetiteÉglise du Lyonnais 400fidèles
De nos jours, seules quatre communautés subsistent qui rassemblent environ 4 000 fidèles : la Petite Église des Deux-Sèvres (3 000 fidèles), les « stévenistes » belges (300 fidèles), les « Blancs » en Bourgogne (300 fidèles) et la Petite Église du Lyonnais (400 fidèles)
- Lyon, njegovo zgodovinsko središče, je na UNESCOvem seznamu svetovne kulturne dediščine. Mesto je član Organizacije mest svetovne dediščine. Na površini 427 hektarov je med drugim stari del Vieux Lyon, hriba Fourvière in La Croix-Rousse, dediščina delavskega naselja Canutov, Presqu'île, ki izpričuje zlasti razvoj industrije mesta.
- Romansko-gotska stolnica svetega Janeza Krstnika – primatial iz 12. do 15. stoletja dominira nad srednjeveško-renesančno četrtjo Lyona, Vieux Lyon. Izraz primatial izhaja iz zgodovinskega naslova Lyonskih škofov - Primat des Gaules.
- Bazilika Notre-Dame de Fourvière, posvečena Marijinemu brezmadežnemu spočetju, stoji na vrhu hriba Fourvière na mestu nekdanjega Trajanovega Foruma (Forum vetus – od tod ime hriba). Zgrajena je bila v letih 1872-1884 v neobizantinskem slogu, delo arhitekta Pierra Bossana.
- Bazilika Saint-Martin d'Ainay iz konca 11. stoletja, posvečena sv. Martinu iz Toursa v času papeža Pashala II. leta 1107, stoji v četrti Presqu'île.
- Mestna hiša Hôtel de Ville iz 17. stoletja,
- Zgodovinski muzej, Muzej lepih umetnosti, Muzej sodobne umetnosti, Muzej dekorativne umetnosti, Tekstilni muzej,
- Muzej bratov Lumière.

## Šport
V mestu je po javnih cestah dvakrat potekala dirka za Veliko nagrado Francije, v letih 1914, ko je zmagal Christian Lautenschlager z Mercedesom 18/100, in 1924, ko je zmagal Giuseppe Campari z Alfo Romeo P2.
Mestni nogometni klub Olympique Lyonnais je med letoma 2002 in 2008 osvojil sedem zaporednih naslovov prvaka Francije. Do leta 2016 je domače tekme igral na stadionu Gerland, ki je bil eden stadionov, ki so gostili tekme svetovnega prvenstva v nogometu 1998. Od leta 2016 je domači stadion kluba Parc Olympique Lyonnais, ki leži v predmestju Lyona Décines-Charpieu. Ta stadion je bil eden stadionov, ki so gostili tekme evropskega prvenstva v nogometu 2016 ter svetovnega ženskega prvenstva v nogometu 2019, ko je gostil tudi finalno tekmo.

## Pobratena mesta
- Beersheba (Izrael)
- Birmingham (Združeno Kraljestvo)
- Craiova (Romunija)
- Curitiba (Brazilija)
- Erevan (Armenija)
- Frankfurt (Nemčija)
- Göteborg (Švedska)
- Guangzhou (Ljudska republika Kitajska)
- Kutaisi (Gruzija)
- Leipzig (Nemčija)
- Łódź (Poljska)
- Milano (Italija)
- Montréal (Québec, Kanada)
- Muntinlupa (Filipini)
- Pécs (Madžarska)
- Philadelphia (Pennsylvania, ZDA)
- Sankt Peterburg (Rusija)
- St. Louis, (Missouri, ZDA)
- Varna (Bolgarija)
- Jokohama (Japonska)